# Tingstäde socken
Tingstäde socken ingick i Gotlands norra härad, ingår sedan 1971 i Gotlands kommun och motsvarar från 2016 Tingstäde distrikt.
Socknens areal är 43,32 kvadratkilometer, varav 39,27 land. År 2020 fanns här 367 invånare. Tätorten och kyrkbyn Tingstäde med sockenkyrkan Tingstäde kyrka ligger i socknen. 

## Administrativ historik
Tingstäde socken har medeltida ursprung. Socknen tillhörde Lummelunda ting som i sin tur ingick i Bro setting i Nordertredingen.
Vid kommunreformen 1862 övergick socknens ansvar för de kyrkliga frågorna till Tingstäde församling och för de borgerliga frågorna bildades Tingstäde landskommun. Landskommunen utökades 1952 och ingår sedan 1971 i Gotlands kommun. Församlingen uppgick 2006 i Stenkyrka församling.
1 januari 2016 inrättades distriktet Tingstäde, med samma omfattning som församlingen hade 1999/2000.  
Socknen har tillhört samma fögderier och domsagor som Gotlands norra härad. De indelta båtsmännen tillhörde Gotlands första båtsmanskompani.

## Geografi
Tingstäde socken ligger i inre norra Gotland, norr om Tingstäde träsk. Socknen är slättbygd omgiven av skogsmark.

### Gårdsnamn
Annexen, Austris, Bryor, Furbjärs, Gartarve, Karls, Lunds, Myrvälder, Nystugu, Rosarve, Smiss, Trädgårds, Träskvälder, Västris.

## Fornlämningar
Kända från socknen spridda gravrösen från bronsåldern samt 19 gravfält, stensträngar och stenar och hällar med sliprännor från järnåldern. Två runristningar är kända och i Tingstäde träsk återfinns resterna av träfästningen Bulverket.

## Namnet
Namnet (1300-talet Tingstedj) kommer från kyrkbyn och innehåller thingstedhi, 'tingsplats', den norra tredingens tingsplats låg här.

## Befolkningsutveckling
| Befolkningsutvecklingen i Tingstäde socken 1750–2020 | Befolkningsutvecklingen i Tingstäde socken 1750–2020 | Befolkningsutvecklingen i Tingstäde socken 1750–2020 | Befolkningsutvecklingen i Tingstäde socken 1750–2020 | Befolkningsutvecklingen i Tingstäde socken 1750–2020 |
| --- | ---------------------------------------------------- | ---------------------------------------------------- | ---------------------------------------------------- | ---------------------------------------------------- |
| |                                                      |                                                      |                                                      |                                                      |
| År |                                                      |                                                      | Folkmängd                                            |                                                      |
| 1750 | 1750                                                 |                                                      | 236                                                  |                                                      |
| 1760 | 1760                                                 |                                                      | 223                                                  |                                                      |
| 1769 | 1769                                                 |                                                      | 262                                                  |                                                      |
| 1780 | 1780                                                 |                                                      | 266                                                  |                                                      |
| 1790 | 1790                                                 |                                                      | 283                                                  |                                                      |
| 1810 | 1810                                                 |                                                      | 342                                                  |                                                      |
| 1820 | 1820                                                 |                                                      | 356                                                  |                                                      |
| 1830 | 1830                                                 |                                                      | 409                                                  |                                                      |
| 1840 | 1840                                                 |                                                      | 459                                                  |                                                      |
| 1850 | 1850                                                 |                                                      | 561                                                  |                                                      |
| 1860 | 1860                                                 |                                                      | 721                                                  |                                                      |
| 1870 | 1870                                                 |                                                      | 693                                                  |                                                      |
| 1880 | 1880                                                 |                                                      | 550                                                  |                                                      |
| 1890 | 1890                                                 |                                                      | 497                                                  |                                                      |
| 1900 | 1900                                                 |                                                      | 499                                                  |                                                      |
| 1910 | 1910                                                 |                                                      | 506                                                  |                                                      |
| 1920 | 1920                                                 |                                                      | 528                                                  |                                                      |
| 1930 | 1930                                                 |                                                      | 504                                                  |                                                      |
| 1940 | 1940                                                 |                                                      | 446                                                  |                                                      |
| 1950 | 1950                                                 |                                                      | 452                                                  |                                                      |
| 1960 | 1960                                                 |                                                      | 401                                                  |                                                      |
| 1970 | 1970                                                 |                                                      | 351                                                  |                                                      |
| 1980 | 1980                                                 |                                                      | 392                                                  |                                                      |
| 1990 | 1990                                                 |                                                      | 422                                                  |                                                      |
| 2000 | 2000                                                 |                                                      | 406                                                  |                                                      |
| 2010 | 2010                                                 |                                                      | 378                                                  |                                                      |
| 2020 | 2020                                                 |                                                      | 367                                                  |                                                      |
| Anm: Källor: Umeå universitet - Tabellverket 1749-1859, Demografiska databasen, CEDAR, Umeå universitet, Befolkningsutvecklingen i Gotlands socknar 2000 - 2010, Folkmängden per distrikt, landskap, landsdel eller riket efter kön. År 2015 - 2022. |                                                      |                                                      |                                                      |                                                      |

### Fotnoter
1. 1 2  Svensk Uppslagsbok andra upplagan 1947–1955: Tingstäde socken
2. ↑  ”Folkmängden per distrikt, landskap, landsdel eller riket efter kön. År 2015 - 2022”. Statistikdatabasen. Statistiska centralbyrån. http://www.statistikdatabasen.scb.se/pxweb/sv/ssd/START__BE__BE0101__BE0101A/FolkmangdDistrikt/. Läst 23 april 2023.
3. ↑  Harlén, Hans; Harlén Eivy (2003). Sverige från A till Ö: geografisk-historisk uppslagsbok. Stockholm: Kommentus. Libris 9337075. ISBN 91-7345-139-8
4. ↑  ”Församlingar”. Statistiska centralbyrån. https://www.scb.se/hitta-statistik/regional-statistik-och-kartor/regionala-indelningar/forsamlingar/. Läst 30 december 2022.
5. ↑  Administrativ historik för Tingstäde socken (Klicka på församlingsposten). Källa: Nationella arkivdatabasen, Riksarkivet.
6. ↑  Om Gotlands båtsmanskompani
7. 1 2  Sjögren, Otto (1931). Sverige geografisk beskrivning del 2 Östergötlands, Jönköpings, Kronobergs, Kalmar och Gotlands län. Stockholm: Wahlström & Widstrand. Libris 9939
8. 1 2  Nationalencyklopedin
9. ↑  Förteckning över slipskåror
10. ↑  Fornlämningar, Statens historiska museum: Tingstäde socken
11. ↑  Fornminnesregistret, Riksantikvarieämbetet: Tingstäde socken Fornminnen i socknen erhålls på kartan genom att skriva in sockennamn (utan "socken") i "Ange geografiskt område"
12. ↑  Mats Wahlberg, red (2003). Svenskt ortnamnslexikon. Uppsala: Institutet för språk och folkminnen. Libris 8998039. ISBN 91-7229-020-X. https://isof.diva-portal.org/smash/get/diva2:1175717/FULLTEXT02.pdf